# Benidorm mon Amour
Benidorm mon amour és una pel·lícula valenciana de 2016 dirigida per Santiago Pumarola amb guió de Paco López Diago, protagonitzada per Ferran Gadea, Miguel Barberà, Òscar Pastor i Manuel Maestro. És una preqüela de L'Alqueria Blanca que situa els personatges de la sèrie l'any 1962 en la capital de la Marina Baixa i rodada en Cullera, el Perelló i Sueca.